# Sikirevci
Sikirevci è un comune della Croazia di 2 707 abitanti della regione di Brod e della Posavina.